# ناوتو هيراي
ناوتو هيراي (باليابانية: 平井 直人) (16 يوليو 1978 في كيوتو في اليابان – )؛ هو لاعب كرة قدم ياباني سابق كان يلعب كحارس مرمى.

## وصلات خارجية
- ناوتو هيراي على موقع رابطة كرة القدم اليابانية للمحترفين (اليابانية)
- ناوتو هيراي على موقع قاعدة بيانات كرة القدم.إي يو (الإنجليزية)
- ناوتو هيراي على موقع Soccerway.com (الإنجليزية)
- ناوتو هيراي على موقع عالم كرة القدم.نت (الإنجليزية)
- ناوتو هيراي على موقع كووورة